# Marianne Limpert
Marianne Limpert (Canadá, 10 de octubre de 1972) es una nadadora  retirada especializada en pruebas de cuatro estilos, donde consiguió ser subcampeona olímpica en 1996 en los 200 metros.

## Carrera deportiva
En los Juegos Olímpicos de Atlanta 1996 ganó la medalla de plata en los 200 metros estilos, con un tiempo de 2:14.35 segundos, tras la irlandesa Michelle Smith y por delante de la china Lin Li.